# 差別化戦略
差別化戦略（さべつかせんりゃく、英: differentiation, product differentiation）とは、マイケル・ポーターによって提唱された競争戦略のうちの一つで、特定商品（製品やサービスを含む）における市場を同質とみなし、競合他社の商品と比較して機能やサービス面において差異を設けることで、競争上の優位性を得ようとすることである。

## 概要
差別化戦略は、同種カテゴリーのある他社ないし自社の製品やサービス群において、基本機能は同じであっても、斬新なデザインやブランドイメージ、あるいは広告などによって、その製品・サービスなど、価値活動の一部が優れているということを強調することで、他の競争業者と差別化を図ることで競争優位性を発揮しようとする戦略である。
同種カテゴリーにある商品となる製品やサービスが市場を共有している（「同じパイを分配している」状態）という前提に立つ経営戦略で、これにより新しい製品やサービスによりシェア（＝売上げ）を拡大しようというのが狙いである。
これに対して、他社と類似の製品を売る戦略を同質化といい、また市場が異質であると捉え、市場を細分化（セグメント）して各セグメントに適した製品等を投入する戦略を市場細分化戦略という。

## 差別化と製品・サービス
差別化戦略に於いては、戦略という方針に添って戦術的な様々な手段があり、目的に添って使い分けられる。

### 差別化の方法
差別化を行う上での手段には、以下のようなものが挙げられる。なお以下の例では競争内容は「製品」としているが、サービスの場合も概ね似通っている。
1. 多機能化や高級化 - 競争製品と区別できるような副次的な機能や品質の特徴を創造する[要出典]
2. 付加価値・ネームバリュー - 製品の宣伝に有名人を起用したり製品のシンボルを創るなど象徴的なイメージに訴えて強調する[要出典]
3. ブランド化 - 製品の色やデザイン、ブランド、製品のパッケージを競争製品より魅力的なものにする[要出典]
4. 付加価値サービス - 製品の保障や無料配送するなどのサービス（おまけ的な要素）を競争製品より手厚く行う[要出典]

これらの差別化戦略が失敗した（または差別化がなされていない）場合は、市場の需要と供給の関係に基づき製品の価格のみで売れる数が決まる価格競争となる。ただ価格競争では、利益幅を圧縮してでも多売に走らざるを得ない点で、企業の体力を削る傾向が強い。
多機能化や高級化は、消費者にとって最も解り易い差別化戦略で、いくつかの要素の組み合わせから消費者が望む組み合わせが選択されるなどして、コモディティ化（商品がありふれてしまいどこの製品でも大差なくなっている状態）の進んだ家電製品（白物家電など）ではよく取られる戦略である。こういった差別化戦略では、やりすぎると元の製品としての機能を損なうケースまであるが、停滞した市場の活性化策に繋がり、また新しい価値が創造される場合もある。
付加価値サービス的に著名人にちなんだ付録をつける場合などは、また別の意味で人気を集める。多機能化や高級化などで予め行われた差別化戦略を消費者にアピールするためによく取られる戦術である。
付加価値サービスでは、商品そのものに添付するおまけのほか、耐久消費財などでは保証期間を延長するなどの方法も見られる。他には、iMacで米アップルコンピュータ社が行ったような、低金利ローンのような「購入し易いように便宜を図る」場合もあり、消費者にその商品に関心を持たせるために目を引くことが行われる。消費者が購入に際してある程度検討して買うものなどにしばしば行われる。

## 分類
差別化戦略は以下のような分類がなされている。
垂直的差別化
一般に品質に差があることを意味し、カテゴリー内で商品間の選好順位が全ての消費者に共通している場合である。価格差がなければ、たとえば風邪薬なら早く治るほうが、電池は長持ちするほうが、パソコンは処理性能が高いほうが誰にとっても良い。
水平的差別化
さらに以下の 2 つに分類される。ニッチ戦略は水平的差別化の一種である。
- デザインやファッション、色など、選好順位が消費者によって異なる場合。
- 個々の消費者がそれらを組み合わせて購入することを好む場合。特定の一人の消費者でも、たとえば赤い服ばかりでなく赤と青の服を着分けることを好むことがある。多様性がもたらす効用である。

## Point of Parity
同質化点（英: point of parity）はある市場で競合と同等に評価されている機能・特徴である。同質化ポイント、類似化ポイントとも訳される。
顧客に評価される機能 A が自社と競合に備わっていた場合、顧客は機能 A の観点では自社と競合を同質とみなす。ゆえにこのような点を同質化点という。差がないため同質化点は選ぶ理由 (reason why) にはならないが、逆に競合同様に備わっているため、選ばない理由にはならない (no reason why not)。言い換えれば、同質化点は必要条件として働く。これを別の観点から見ると、競合を選ぶ積極的な理由を打ち消す点とも言える。
例えば定食屋の白米おかわり無料は顧客に評価されるサービスである。もし定食屋 A のみが白米無料キャンペーンをしていた場合、この特徴は A を積極的に選ぶ理由になる。しかし定食屋 B も白米無料を始めた場合、白米無料という観点で A と B は同質である。ゆえに白米無料は店選びの積極的な理由ではなくなる。同時に A のウリを打ち消す効果も果たしている。これが同質化点である。

## 関連記事
- 体験版
- 非価格競争
- マーケティング
- マスカスタマイゼーション
- コンフィギュレーター
- 市場細分化
- プロダクトマネジメント
- ブランド
- 原産国
- マーケティングプラン
- フリーミアム
- ポジショニング
- コモディティ化（差別化戦略の正反対にあり、他社製品との差が不明瞭になったり無くなったりすること・日用品化）
- コスト・リーダーシップ戦略、集中戦略 - ポーターの3つの基本戦略